# Simeon (Metropolit)

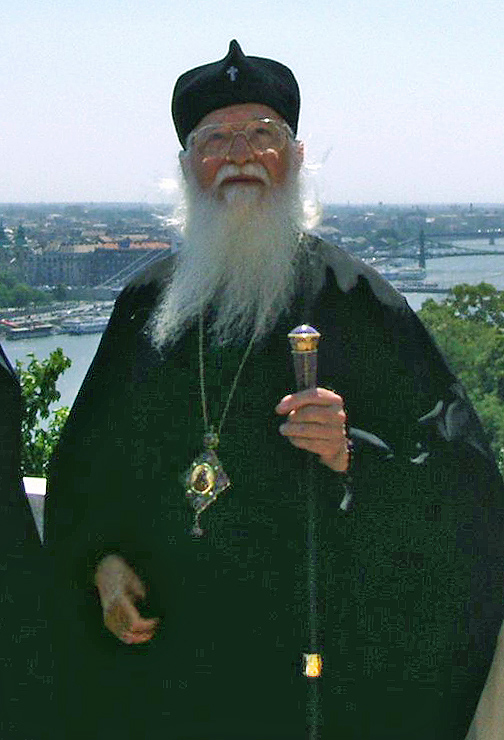
Metropolit Simeon (2007)

Simeon Yetarian (bulgarisch Симеон, weltlicher Name Christo Dimitrow Kostadinow, Христо Димитров Костадинов; * 17. September 1926 in Warna, Bulgarien; † 16. April 2016 in Phoenix, Arizona, Vereinigte Staaten) war ein bulgarischer orthodoxer Geistlicher, Metropolit und Gründer der bulgarisch-orthodoxen Diözese von West- und Mitteleuropa und Mitglied der Heiligen Synode.

## Leben
Simeon wurde am 17. September 1926 in der bulgarischen Schwarzmeerstadt Warna geboren. Nach dem Abitur ging er nach Sofia, wo er sich an der Geistlichen Akademie Iwan Rilski in Sofia einschrieb. Nach dem Abschluss der Akademie wurde Simeon am 6. Dezember 1954 Mönch, am 12. Februar 1955 als Mönchsdiakon und Angehöriger der Mönchsgemeinschaft des Klosters Rila geweiht. Als Kandidat der theologischen Wissenschaft ging er 1957 an die Moskauer Geistliche Akademie, wo er am 8. Oktober 1958 vom Moskauer Patriarchen Alexius I. zum Mönchspriester geweiht wurde.

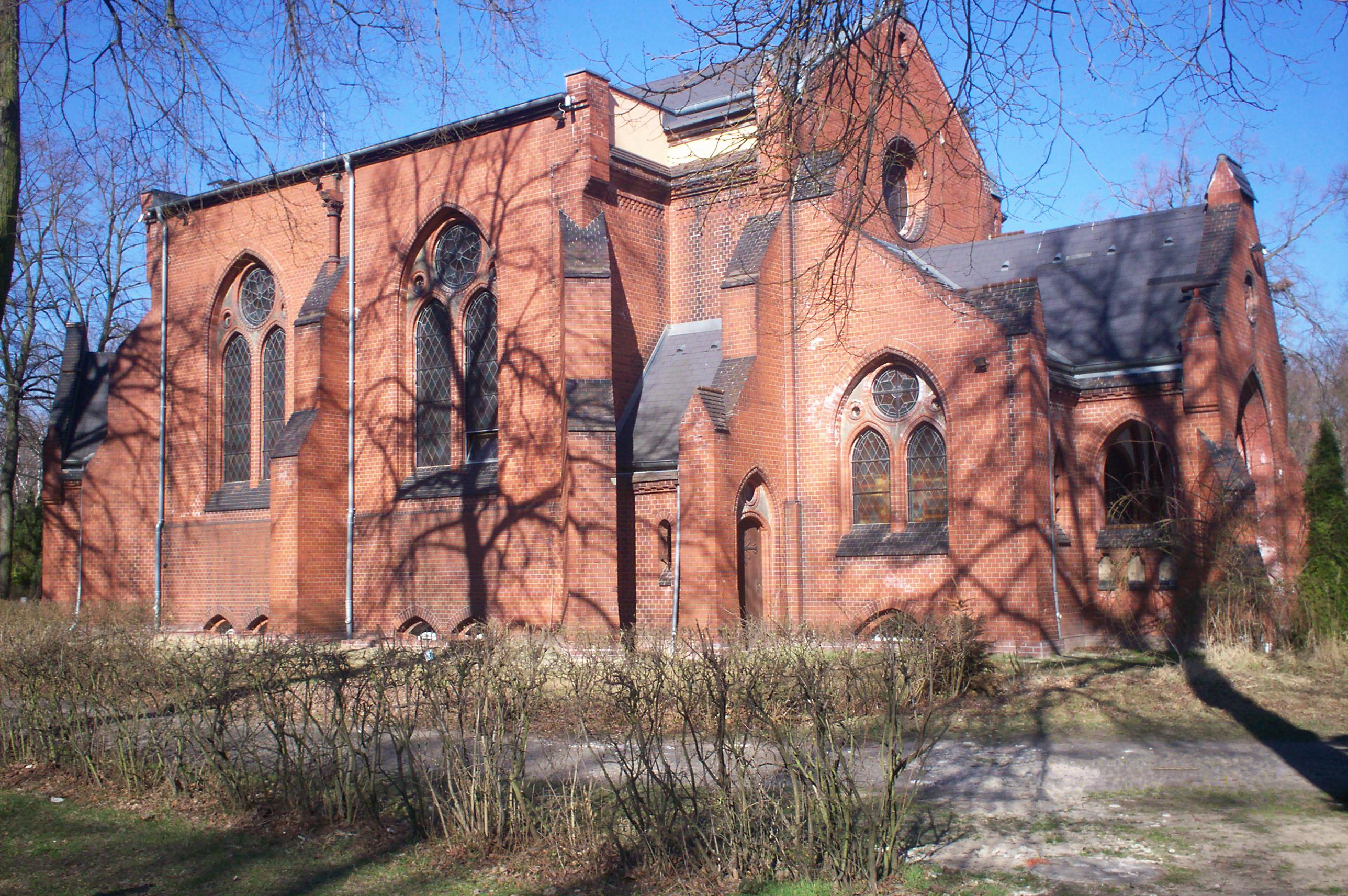
Die 2005 geweihte St.-Boris-der-Täufer-Kathedrale in Berlin

 1959 kehrte Simeon als Professor am Geistlichen Seminar in Sofia nach Bulgarien zurück und wurde am 1. November 1961 Archimandrit. Am 22. Januar 1966 wurde er als Protosingel nach New York entsandt und am 14. Januar 1973 als Bischof von Glawiniza, Vikarbischof der Metropolie New York und Administrator der Diözese von Akron zum Bischof geweiht.
Seit 1980 war Simeon für die bulgarisch-orthodoxen Gemeinden in Westeuropa tätig. Als Vikarbischof des bulgarischen Patriarchen Maxim wurde Simeon 1986 zum Metropoliten der (Auslands-)Diözese von Westeuropa der bulgarisch-orthodoxen Kirche mit Sitz in der ungarischen Hauptstadt Budapest ernannt. Nach dem Ende des Kalten Krieges baute er ein zweites Zentrum der Diözese in Berlin auf.
Seit 1994 war Simeon Metropolit von Mittel- und Westeuropa mit Sitz in Berlin. Am 29. Mai 2005 weihten Simeon, Bischofsvikar Tichon, Archimandrit Charalampi (Warna) und weitere Geistliche die Kapelle auf dem Neuköllner Friedhof V der Jerusalems- und Neuen Kirchen-Gemeinde dem Heiligen Zar Boris I. Michael dem Täufer als Kathedrale der west- und mitteleuropäischen Diözese der bulgarischen Orthodoxie. Der Zeremonie wohnten u. a. der damalige Ministerpräsident von Bulgarien, Simeon Sakskoburggotski (vormals Zar Simeon II.), und die bulgarische Botschafterin bei.
Am 11. Juni 2013 schied er als west- und mitteleuropäischer Metropolit aus dem Amt. Ihm folgte Antonij (Michalew; Антоний [Михалев]) nach, der am 27. Oktober desselben Jahres als Metropolit eingeführt wurde.